# Victoire Wirix
Victoire Wirix (1875–1938) foi uma artista holandesa.

## Biografia
Wirix nasceu em 28 de junho de 1875 em Maastricht e estudou na Rijksakademie van beeldende kunsten e na Schildersatelier Internacional. Os seus professores incluíam Carel Dake, Abraham Frans Gips, Marie de Jonge, Martin Monnickendam, Gerard Overman (1855-1906), Coba Ritsema, Adriaan Terhell e Nicolaas van der Waay. Ela era membro do Arti et Amicitiae.
Wirix morreu em 8 de fevereiro de 1938 em 's-Graveland (agora Wijdemeren).

## Galeria

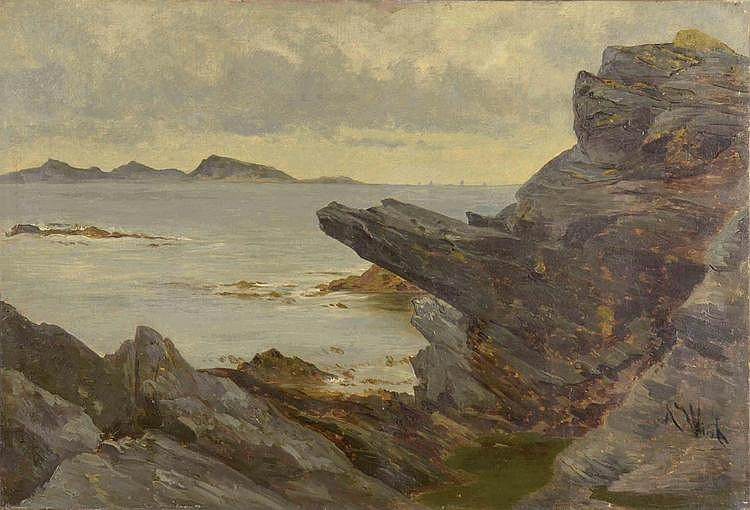
Beira-mar
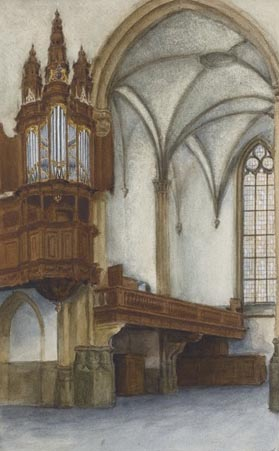
Vista do órgão no Nieuwe Kerk, Amesterdão